# Hôtel de la Monnaie (Molsheim)
Pour les articles homonymes, voir Liste des ateliers de fabrication de monnaies.
L'hôtel de la Monnaie de Molsheim est un édifice ayant abrité, sous l'Ancien Régime, un atelier de fabrication épiscopal de monnaie. Après la Révolution française, le bâtiment, désaffecté, est racheté par des industriels pour devenir un site de production de quincaillerie ; il devient ensuite un centre de regroupement de l'armée, avant d'être utilisé comme local de conditionnement de tabac jusqu'en 1959. Après cette date, il est racheté par la commune, restauré et devient une salle des fêtes et d'exposition.

## Localisation
Le bâtiment est situé rue de la Monnaie à Molsheim.

## Histoire

### Premier hôtel de la Monnaie
En 1573, l'archevêque de Strasbourg Jean de Manderscheid établit à Molsheim un atelier de fabrication de monnaie. La ville de Molsheim, possession épiscopale depuis le XIIIe siècle, est en effet restée catholique, alors que Strasbourg a choisi la Réforme luthérienne. Ce bâtiment a une vocation éphémère. Dès 1607, il est détruit.

### Le séminaire
À la place de l'ancien édifice est construit, sur les plans de l'architecte Christoph Wamser, également maître d'œuvre de l'église des Jésuites, le séminaire dit Seminarium Leopoldianum.

### Second hôtel de la Monnaie
En 1722, les institutions diocésaines étant presque toutes retournées à Strasbourg, le séminaire n'a plus l'utilité du bâtiment, que l'évêché réaménage en recette épiscopale. C'est l'architecte strasbourgeois Gérard qui est maître d'œuvre de ce projet.

### De la Révolution à 1959
Après la Révolution, l'édifice est racheté par les frères Coulaux, qui y installent une usine de grosse quincaillerie

### Rachat, restauration et usage communaux

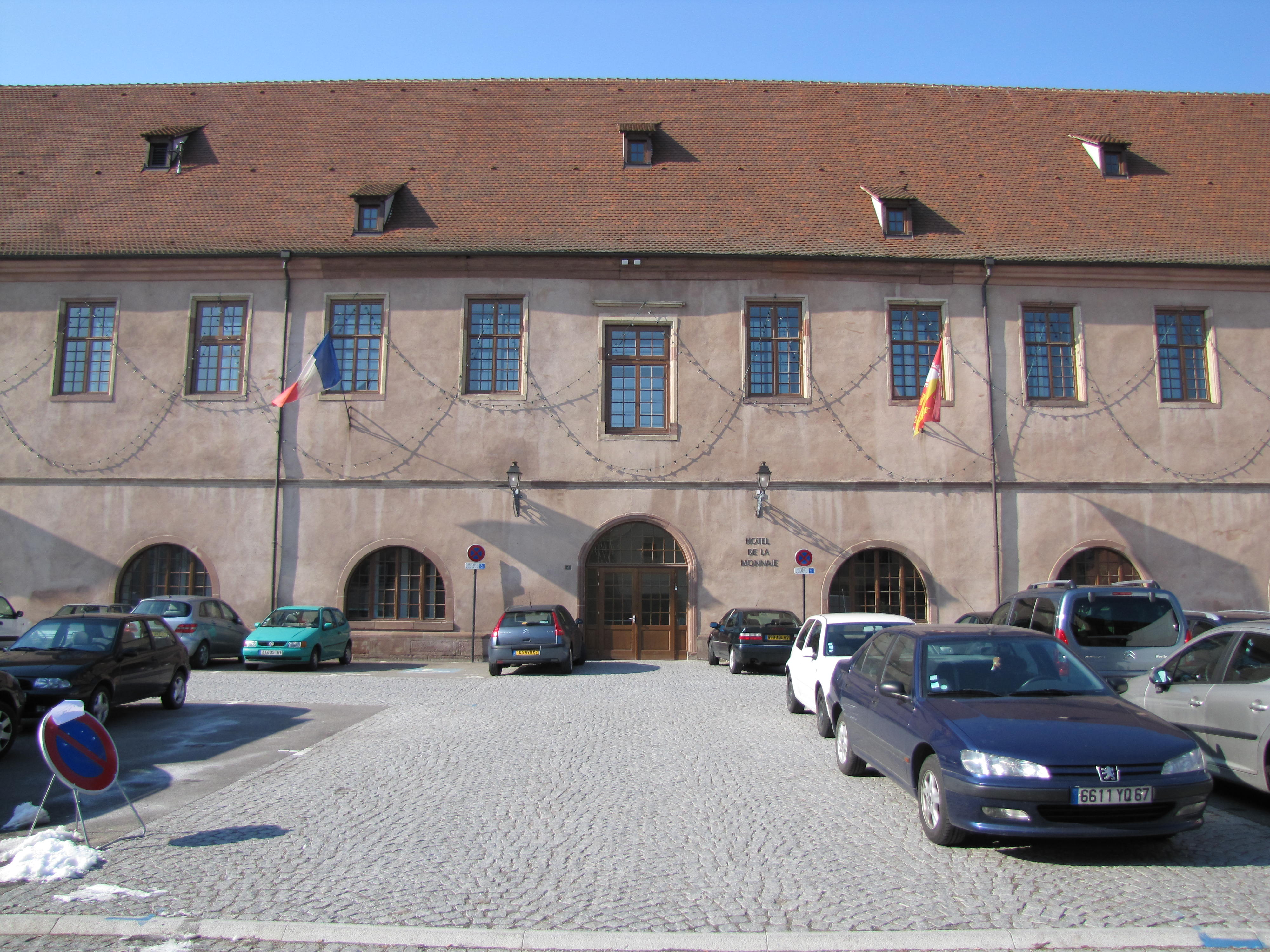
L'entrée principale du bâtiment vue de face.

En 1959, la commune de Molsheim rachète l'édifice pour en faire un bâtiment multifonctionnel, servant aussi bien de salle des fêtes que de salle d'exposition.
Pendant la pandémie de Covid-19, la Monnaie est utilisée comme centre de vaccination, proposée par la municipalité dès le 8 janvier 2021, mais officiellement ouverte le 8 mars seulement en raison des difficultés d'approvisionnement en doses de vaccin.

## Architecture
Le bâtiment est un édifice de 56 mètres de longueur, sur deux niveaux. Le niveau bas est partagé entre deux « caveaux » voûtés, portant les noms de Jacques Coulaux et d'Ettore Bugatti. Au premier étage, une grande salle, dite « Jean de Manderscheid », couvre toute la surface du bâtiment, à l'exception de quelques espaces techniques. Elle est ouverte directement sur la charpente de la toiture.